# Prunus pumila var. besseyi
Variété
Classification phylogénétique
Prunus pumila var. besseyi est une variété de plantes à fleurs de cerisier des sables (Prunus pumila) et de la famille des Rosaceae. C'est un arbuste que l'on le trouve en Amérique du Nord. Ce petit arbre donne des fleurs blanches que l'on peut observer dès le printemps.

## Synonyme
- Prunus besseyi L.H.Bailey